# Quinto Fábio Máximo Eburno
Quinto Fábio Máximo Eburno (em latim: Quintus Fabius Maximus Eburnus) foi um político da gente Fábia da República Romana eleito cônsul em 116 a.C. com Caio Licínio Geta.

## Família
Era filho de Quinto Fábio Máximo Serviliano, cônsul em 142 a.C., ele próprio adotado da gente Servília pela gente Fábia, um dos dois filhos adotivos do próprio Fábio Máximo. Dois de seus tios paternos — Cneu Servílio Cepião e Quinto Servílio Cepião — serviram como cônsules em 141 e 140 respectivamente. Um primo, Quinto Servílio Cepião, foi cônsul em 106 a.C. e co-comandante na Batalha de Aráusio no ano seguinte. Este primo era o avô de Servília Cepião, amante de Júlio César.

## Carreira
Eburno pode ter sido um monetalis por volta de 134 a.C. É provável que ele tenha do o "Q. Fabius Maximus" que foi questor em 132 a.C., servindo na Sicília sob o comando de seu sogro, Públio Rupílio, que era o cônsul daquele ano. Eburno foi considerado o responsável pela perda da cidade de Tauromênio durante a revolta dos escravos e foi enviado de volta a Roma em desgraça, mesmo tendo o cerco subsequente tido sucesso em reconquistar a cidade. Em seguida há uma grande lacuna nos registros de sua carreira.
É certo que ele foi pretor em algum momento antes de 119 a.C. e é possível que ele tenha sido o "Fabius Maximus" que presidiu, como pretor, a corte na qual o grande orador Lúcio Licínio Crasso processou Caio Papírio Carbão, o cônsul em 120 a.C.. A acusação é incerta: extorsão, provavelmente sob a Lex Acilia de repetundis ou "lesa majestade" (em latim: "laesa maiestas"), uma ofensa contra a dignidade do estado, já foram ambos propostos. Carbão foi condenado e cometeu o suicídio.
Eburno foi eleito cônsul em 116 a.C. com Caio Licínio Geta e provavelmente foi o procônsul na Macedônia que enviou uma carta aos dimeanos. Se esta identificação está correta, ele teria servido na região no biênio 115-4 a.C.. Em 113 a.C., ele ou Quinto Fábio Máximo Alobrógico foi enviado como legado diplomático até Creta.
Em 108 a.C., Eburno foi eleito censor romano com Geta, mas, assim como nos demais casos, é possível que o censor eleito tenha sido Alobrógico. Os dois renomearam Marco Emílio Escauro como príncipe do senado.

## Eburno e moral romana
Um dos principais motivos pelos quais Eburno é conhecido foi a sua severidade em relação aos padrões morais do final da República Romana. Como pater familias, ele próprio condenou à morte um de seus filhos por "imoralidade" ou "falta de castidade".
Quando jovem, porém, Eburno ganhou seu cognome, "Eburno" ("marfim"), por causa de sua beleza (em latim: "candor") e tinha o apelido de "pintinho de Júpiter" (em latim: "Pullus Iovis"). Conta-se ainda que ele teria sido atingido por um raio nas nádegas, possivelmente uma referência a uma marca de nascença, outro motivo pelo qual ele era zombado como sendo um catamita do deus dos relâmpagos. Já se observou que o contraste entre a reputação de Eburno como "pintinho de Júpiter" e sua excessiva severidade mais tarde contra a "impudicitia" de seu filho estão relacionadas.
Ele foi execrado pela morte de seu filho e foi acusado por Cneu Pompeu Estrabão (possivelmente o cônsul em 89 a.C.) por ter excedido os limites do "patria potestas" ("pátrio poder"). Ele acabou se auto-exilando em Nucéria.